# Pseudochthonius billae
Pseudochthonius billae es una especie de arácnido  del orden Pseudoscorpionida de la familia Chthoniidae.

## Distribución geográfica
Se encuentra en Costa de Marfil.